# Svartörn
Svartörn (Ictinaetus malaiensis) är en asiatisk rovfågel i familjen hökar som förekommer i tropiska Asien.

## Utseende
Svartörnen är en rätt stor (65–80 cm) och mörk örn, med karakteristiskt breda paddelformade vingar, lång stjärt, litet huvud och liten näbb med stort gap. Den flyger med vingarna resta i ett V, med handpennorna uppsvepta. På sittande fågel syns att vingarna når ända ut till stjärtspetsen.
Adult svartörn är brunsvart med påtagligt gula fötter och bar hud vid näbbroten. I flykten uppvisar den vitaktig bandning på övre stjärttäckarna och svag gråaktig bandning på stjärt och undersidan av vingen. Ungfågeln är mörkstreckat beige på huvud, undersida och undre vingtäckare.

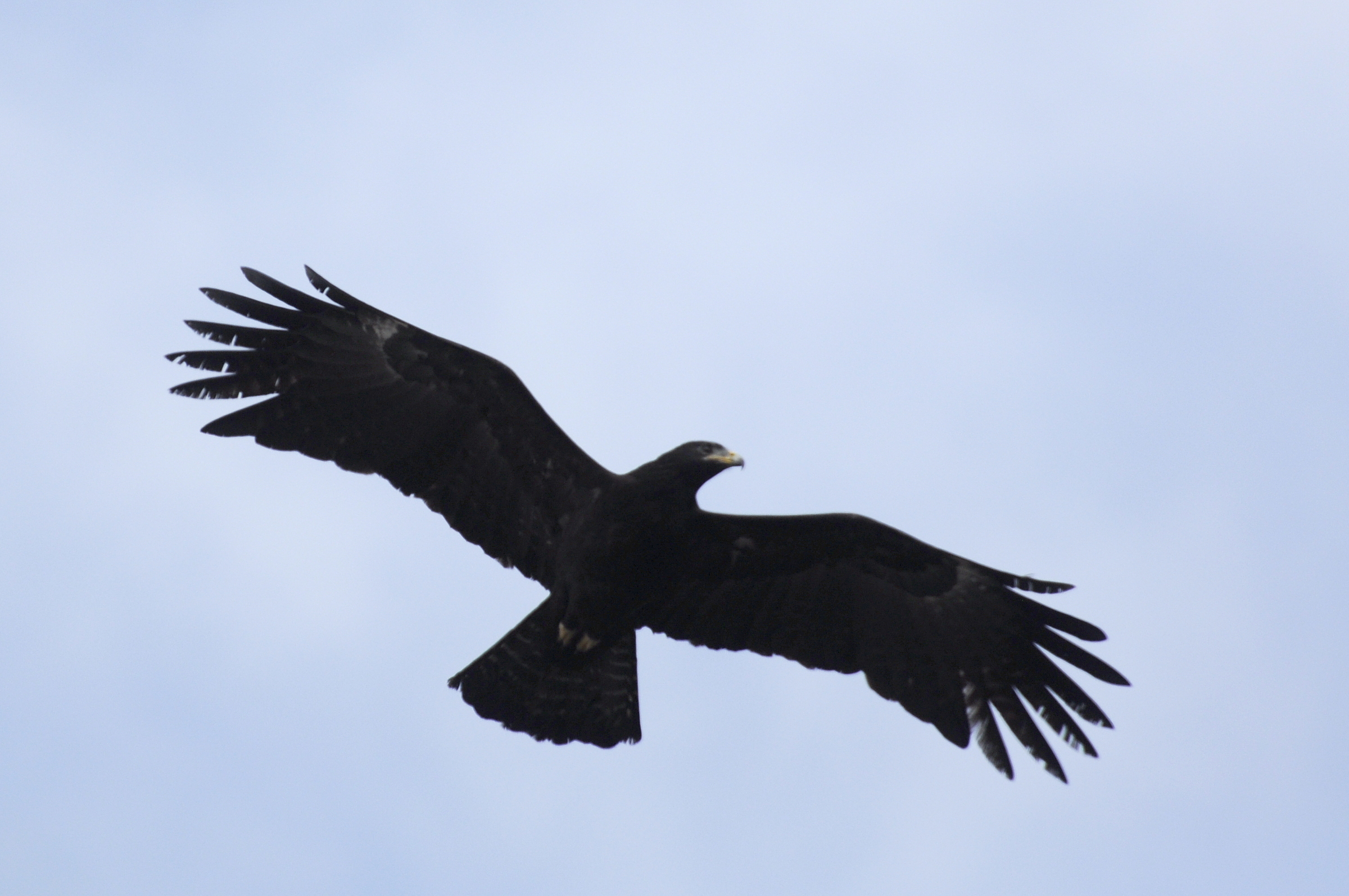
Svartörn i flykten med den karakteristiska avsmalnade vingbasen.

## Utbredning och systematik
Arten delas upp i två underarter med följande utbredning:
- Ictinaetus malaiensis perniger – norra Indien och Nepal, södra Indien och Sri Lanka
- Ictinaetus malaiensis malaiensis – Myanmar, södra Kina, Sydostasien och Indonesien

Svartörnen anses vara stannfågel, men fynd i Pakistan antyder att den möjligen företar sig längre rörelser.

### Släktskap
Svartörnen placeras som ensam art i släktet Ictinaetus. Genetiska studier visar att den är närmast släkt med skrikörnarna som numera placeras i släktet Clanga. Dessa är i sin tur systergrupp med afrikanska tofsörnen (Lophaetus occipitalis).

## Levnadssätt

### Habitat och föda
Svartörnen förekommer i beskogade kullar och bergstrakter från havsnivån till 330 meters höjd, men vanligen mellan 300 och 2 000 meter. Den livnär sig av däggdjur som bland annat fladdermöss och ekorrar, men även fåglar och deras ägg, ödlor, grodor och stora insekter. Ekorrar, makaker och många fågelarter varnar när de ser svartörnar sväva över skogen. Indiska jätteekorren utgör ett bytesdjur liksom unga hattapor. Fågelns krökta klor och breda gap gör att den med lätthet kan plocka upp ägg från fågelbon och salanganer i grottor. Jämte svalstjärtsgladan har den en unik vana att bära iväg hela fågelbon med klorna för att sedan äta från en sittplats.

### Häckning
Svartörnens häckningstid varierar geografiskt: mellan november och januari i söda Indien, senare i norra, mellan oktober och april i Bhutan, november till februari i Sri Lanka och april till augusti på Java. Under spelflykten dyker den med ihopfällda vingar för att svepa upp i en U-form och bromsa in. Den bygger sin boplattform på ett högt träd med överblick över en djup dal. Däri lägger den ett eller två brun- och malvafläckade ägg. Boet kan återanvändas år efter år.

## Status och hot
Arten har ett stort utbredningsområde, men tros minska i antal, dock inte tillräckligt kraftigt för att den ska betraktas som hotad. Internationella naturvårdsunionen IUCN listar arten som livskraftig (LC).

## Namn
Svartörnens vetenskapliga artnamn stavas traditionellt malayensis, men stavningen på ett nyligen upptäckt omslag är istället malaiensis och har visat sig ha prioritet.